# Эмблема Бутана
Эмблема Бутана (дзонг-кэ རྒྱལ་ཡོངས་ལས་རྟགས་, вайли rgyal-yongs las-rtags) является одним из национальных символов Бутана и содержит несколько элементов флага Бутана, с немногими различиями. На эмблеме много буддистской символики.
Официальное описание эмблемы:
«Национальная эмблема, находится в круге, составлена из двойной ваджры (алмазного удара молнии) помещенной выше лотоса, обрамленного драгоценным камнем между двумя драконами. Ваджра представляет гармонию между светской и религиозной властью. Лотос символизирует чистоту; драгоценный камень выражает верховную власть; а два дракона, мужчина и женщина, поддерживают название страны, которую они символизируют».